# Dick Durbin
Richard Joseph Durbin  mais conhecido como Dick Durbin (East St. Louis, Illinois, 21 de novembro de 1944) é um político estadunidense, atualmente senador pelo estado de Illinois. É membro do Partido Democrata. É o número 2 na liderança do partido no Senado. Em abril de 2006 foi escolhido pela revista Time como um dos dez melhores senadores do país." Foi também o primeiro senador a declarar apoio à candidatura de Barack Obama à presidência. e era um dos políticos americanos que já sabiam antes de 2001 que o Iraque não tinha armas de destruição em massa e não tinha conexão com os Ataques de 11 de setembro de 2001.

## Biografia
Nascido em 21 de novembro de 1944, em East St. Louis, no estado americano do Illinois, é filho de  William Durbin e Ann Kutkin.

### Carreira política
Durbin foi eleito pela primeira vez representante do Illinois em 1982, cargo qual ocupou até 1994, quando foi eleito senador pelo Illinois.

### Vida pessoal
Durbin é cassado com Loretta Schaefer Durbin, com quem têm três filhos:Christine,Jennifer Durbin e Paul Durbin. Christine veio a falecer em 1 de novembro de 2008.